# Jurij Leonovič Al'šic
Jurij Leonovič Al'šic (in russo Альшиц Юрий Леонович?; Odessa, 9 agosto 1947) è un regista teatrale e teorico teatrale russo.
Principalmente noto per essere il fondatore della metodologia d'arte drammatica nota con il nome di verticale del ruolo, risiede a Berlino dal 1992 e svolge la sua opera di pedagogia teatrale in tutta Europa.

## Biografia
Nato ad Odessa, in Unione Sovietica, Al'šic proviene da una famiglia da sempre vissuta a contatto con il teatro. Sua madre era l'attrice Raisa Stavickaja e suo padre era il celebre scenografo Leon Al'šic.
Alschitz, riconosciuto per le sue specifiche modalità di affrontare le pratiche sceniche, ha sviluppato sia a livello teorico, sia a livello pratico, nuove metodologie per il training degli attori e dei registi, mettendo al centro della sua ricerca l'elemento pedagogico. Il segno distintivo della sua ricerca e del suo insegnamento è l'internazionalità, ossia l'incorporamento di elementi tratti da diverse tradizioni teatrali: dal teatro occidentale europeo alla grande tradizione russa, senza dimenticare il teatro orientale.
Il lungo cammino che lo porterà a diventare un grande teorico teatrale avrà inizio all'Università statale di Mosca, dove studierà tra il 1969 e il 1973 con il prof. J.N. Malkovskij, uno degli ultimi dieci allievi di Stanislavskij ancora vivi e con il prof. Oleg Kudrjašov. Successivamente, dopo numerose produzioni nei teatri statali di Mosca, Kiev, Odessa e Riga, egli frequenta l'accademia d'arte drammatica russa, il GITIS, diretto dai maestri Michail Butkevič e Anatolij Vasiliev, dove in seguito riuscirà anche ad ottenere una cattedra.
Dopo essersi trasferito a Berlino nel 1992, Al'šic si concentra esclusivamente sull'aspetto pedagogico, in particolare svolgendo continua opera d'insegnamento ad attori e registi professionisti e tentando di sviluppare anche una pedagogia utile e proficua per gli insegnanti. Ha insegnato in Germania, Danimarca, Francia, Italia, Norvegia, Svezia e Spagna. Tra le sue molteplici docenze, ha insegnato anche presso la Staatlichen Hochschule für Musik und Darstellende Kunst (Stoccarda), la Folkwang Hochschule (Essen), la Berlin University of the Arts (Berlino), il Dramatiska Institutet (Stoccolma), la Civica Accademia d'Arte Drammatica - "Nico Pepe" (Udine), il Centro sperimentale di cinematografia (Roma), Pontedera Teatro e la Scuola d'arte drammatica "Paolo Grassi" (Milano).

## Composizione: il metodo Al'šic
Il teatro per Al'šic è produzione di eventi in scena. È perciò fondamentale per l'orientamento dell'attore l'adottare una composizione per il suo spettacolo che abbia un inizio ben chiaro, la presenza di più eventi (di cui uno che possa essere riconosciuto ed identificato come "evento principale") e un finale. Molte volte l'evento principale può coincidere con il finale stesso o essere comunque situato in prossimità delle ultime parti dello spettacolo.
Tutte le parti di composizione devono avere un titolo, scelto personalmente dall'attore o dall'ensemble di attori. Questo titolo non solo si rivelerà un'utile mappatura per orientarsi nella pratica scenica, ma dovrà essere scelto affinché stimoli gli apparati degli attori in scena per mezzo delle suggestioni e delle immagini che può suscitare (non è infrequente l'utilizzo di titoli di film, canzoni, opere teatrali, proverbi, ecc.).
Tutti gli esercizi di training per la preparazione dell'attore ideati da Jurij Al'šic durante la sua lunga carriera di insegnante sono finalizzati all'apprendimento, indotto o spontaneo, della composizione e in essi stessi sono sempre identificabili con chiarezza inizio, evento principale e finale.

## La verticale del ruolo: l'attore autore del ruolo
Jurij Al'šic nel suo libro La verticale del ruolo, scritto con Christian Di Domenico (suo stretto collaboratore in molti laboratori teatrali internazionali per attori e registi professionisti), indica la verticale del ruolo come metodo di autopreparazione dell'attore alla parte da interpretare. Questa metodologia si muove su due fronti: quello orizzontale e quello verticale. Il fronte "orizzontale" è quello dove l'attore è impegnato a ricostruire, per mezzo di improvvisazioni sceniche, la sequenza di eventi oggettivi che caratterizzano il suo ruolo come fosse protagonista unico della storia in cui è inserito. Il risultato finale di quest'opera di storytelling, che avviene a più fasi, è l'ottenere un mito che descriva efficacemente la storia del ruolo. Il fronte "verticale", invece, parte dalla ricerca di un tema (sempre indicato sotto forma di conflitto o domanda), presente nella drammaturgia del ruolo, che riesca a coinvolgere personalmente anche l'attore. Il risultato finale di questa lunga fase di lavoro porterà ad una drammaturgia personale, formata dalla commistione tra il testo del ruolo e altri testi che parlano del tema prescelto (selezionabili da ogni forma d'arte, dal cinema alla letteratura). È possibile inserire musiche, danze, pause e scegliere abiti che provochino ulteriormente l'apparato dell'attore che deve affrontare il ruolo senza pregiudizi di sorta (sostanzialmente, senza "interpretare" e "recitare" nell'accezione letterale dei termini) ma mettendosi a nudo con il tema. La drammaturgia personale (nella quale sarà presente una frase verticale, momento di massima tensione per l'apparato dell'attore) potrà infine diventare una monoperformance di circa 40-50 minuti che possa poi nutrire artisticamente l'attore in vista del confronto con l'ensemble per la preparazione dello spettacolo. Solo allora, infatti, si potrà iniziare un'adeguata analisi del testo prescelto con il regista.

## Curiosità
- Le uniche accademie teatrali in Italia ad adottare il suo metodo sono l'I.T.A.C.A. in Puglia, nella quale insegna il suo ex allievo Christian Di Domenico, il Centro Teatro Attivo (C.T.A.), nel quale insegna Lara Franceschetti e il centro di pedagogia e formazione teatrale "Diattica Teatrale" in Abruzzo
- Nell'Accademia Teatrale "Carlo Goldoni" (Venezia-Padova) il Maestro Toni Cafiero sfrutta alcuni principi del metodo per affrontare analisi del testo e improvvisazioni.

## Libri
- Jurij Alschitz, Die Vertikale der Rolle. Eine Methode zur selbstständigen Erarbeitung der Rolle, Berlino, Germania, AKT-ZENT BERLIN, 2003, ISBN 978-3-9809230-1-9.
- Jurij Alschitz, 40 Fragen an eine Rolle. Eine Methode zur selbstständigen Erarbeitung der Rolle, Berlino, Germania, AKT-ZENT BERLIN, 2005, ISBN 978-3-9809230-4-0.
- Jurij Alschitz, La Grammatica dell’attore. Il training, Milano, Italia, Ubulibri, 1998, ISBN 978-88-7748-195-5.
- Jurij Alschitz, La Matematica dell’attore, Milano, Italia, Ubulibri, 2004, ISBN 978-88-7748-240-2.
- Jurij Alschitz, Teatro senza Regista, Pisa, Italia, Titivillus, 2007, ISBN 978-88-7218-197-3.
- Jurij Alschitz, The Vertical of the Role. A methode for the actor’s self-preparation, Berlino, Germania, AKT-ZENT BERLIN, 2003, ISBN 978-3-9809230-0-2.
- Jurij Alschitz, 40 Questions of one Role. A method for the actor’s self-preparation, Berlino, Germania, AKT-ZENT BERLIN, 2005, ISBN 978-3-9809230-5-7.
- Jurij Alschitz, Training forever, Malmö, Lund University, Theatre Academy, 2003, ISBN 978-91-974973-1-2.